# Gürtelberg
Gürtelberg ist eine Ortschaft und als Gürtlberg eine Katastralgemeinde der Gemeinde Bad Traunstein im Bezirk Zwettl in Niederösterreich. Die Ortschaft hat 8 Einwohner (Stand 1. Jänner 2024).

## Geografie
Die an einem Bogen der Großen Krems liegende Rotte befindet sich südlich von Bad Traunstein in einer nach Nordosten exponierten Lage. Die Straße durch das Dorf trägt von der Abzweigung von der L7182 bis zum Ende des Ortes die Bezeichnung L7197 und geht in eine Gemeindestraße über.

## Siedlungsentwicklung
Zum Jahreswechsel 1979/1980 befanden sich in der Katastralgemeinde Gürtlberg insgesamt 5 Bauflächen mit 8.226 m², 1989/1990 gab es 5 Bauflächen. 1999/2000 war die Zahl der Bauflächen auf 14 angewachsen und 2009/2010 bestanden 10 Gebäude auf 14 Bauflächen.

## Geschichte
Der Ort wurde am 25. Oktober 1321 erstmals in einem Kaufbrief (Heinrich III von Lonsdorf verkaufte die Gült für das Gebiet der Ortschaften Langschlag, Biberschlag, Gürtelberg, Spielberg, Klein Göttfritz und Kaltenbach an Alber(o) von Streitwiesen) urkundlich alsguerttlperige erwähnt, er gehörte bis 1850 zur Herrschaft Rappottenstein.
Im Jahr 1822 wurde der Ort als Dorf mit vier Häusern genannt, das nach Traunstein eingepfarrt war, wohin auch die Kinder eingeschult wurden. Die Herrschaft Rappottenstein besaß die Ortsobrigkeit, übte die Landgerichtsbarkeit aus und besorgte die Konskription. Die Untertanen und Grundholde des Ortes gehörten den Herrschaften Ottenschlag und Rappottenstein.
Nach der Entstehung der Ortsgemeinden 1849 war der Ort ein Teil der Gemeinde Spielberg und wurde mit 1. Jänner 1968 ein Teil der Großgemeinde Traunstein.
Laut Adressbuch von Österreich waren im Jahr 1938 in Gürtelberg einige Landwirte ansässig.

## Bodennutzung
Die Katastralgemeinde ist landwirtschaftlich geprägt. 55 Hektar wurden zum Jahreswechsel 1979/1980 landwirtschaftlich genutzt und 179 Hektar waren forstwirtschaftlich geführte Waldflächen. 1999/2000 wurde auf 58 Hektar Landwirtschaft betrieben und 181 Hektar waren als forstwirtschaftlich genutzte Flächen ausgewiesen. Ende 2018 waren 56 Hektar als landwirtschaftliche Flächen genutzt und Forstwirtschaft wurde auf 179 Hektar betrieben. Die durchschnittliche Bodenklimazahl von Gürtlberg beträgt 21,3 (Stand 2010).